# Diecezja Boma
Diecezja Boma (łac. Diœcesis Bomaensis) – diecezja rzymskokatolicka w Demokratycznej Republice Konga. Powstała w 1934 jako wikariat apostolski. Diecezja od 1959.

## Główne świątynie
- Katedra: Katedra Matki Bożej Wniebowziętej w Boma

## Biskupi diecezjalni

### Wikariusze apostolscy
- Joseph Vanderhoven CICM (1934–1949)
- André Jacques CICM (1950–1959)

### Biskupi
- André Jacques CICM (1959–1967)
- Raymond Ndudi (1967–1975)
- Joachim Mbadu (1975–2001)
- Cyprien Mbuka CICM (2001–2021)
- José-Claude Mbimbi Mbamba (od 2021)